# Plymouth Conquest
Plymouth Conquest – samochód sportowy klasy średniej produkowany pod amerykańską marką Plymouth w latach 1984 – 1987. 

## Historia i opis modelu

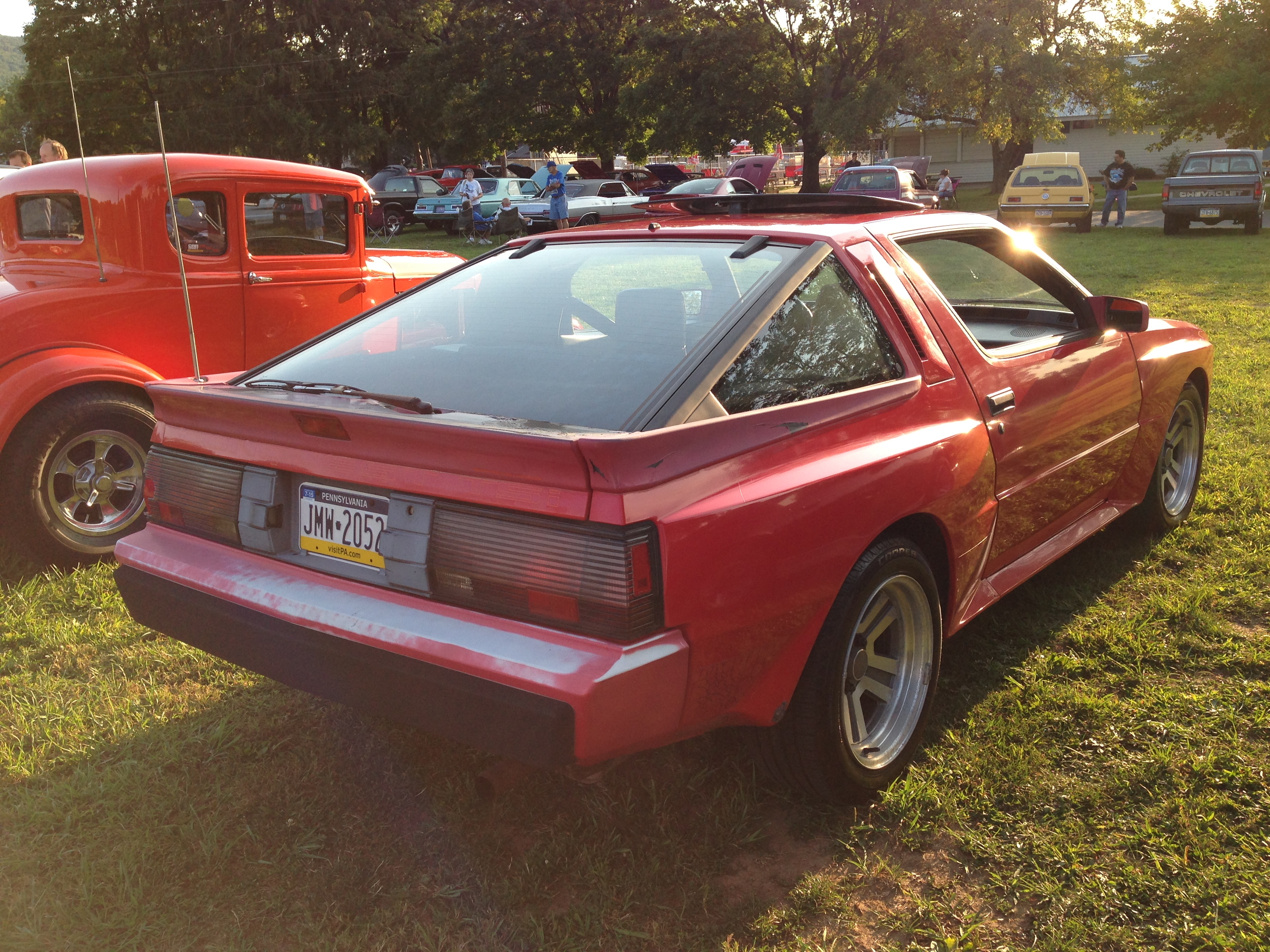
Plymouth Conquest - tył

Na początku lat 80. XX wieku koncern Chryslera prowadził zakrojoną na szeroką skalę współpracę z japońskim Mitsubishi, w ramach której zapożyczano z oferty tej marki wiele różnych typów samochodów w celu wzbogacenia oferty Dodge'a i Plymoutha. W ramach tej polityki zwanej badge engineering, w 1984 roku pojawiły się bliźniacze modele dla oferowanego w Ameryce Północnej Mitsubishi Starion. 
Pod nazwą Conquest oferowano równocześnie ten model zarówno pod marką Plymoutha, jak i Dodge.
W 1987 podjęto decyzję, w ramach której zarówno Plymouth, jak i Dodge Conquest zostały przemianowane na jeden model pod marką Chryslera.

### Wersje wyposażeniowe
- LE
- TSi
- Technica

### Silniki
- L4 2.0l 4G63
- L4 2.6l 4G54